# Nicolò Angelo Sagredo
Nicolò Angelo Sagredo (Venezia, 20 settembre 1728 – Venezia, 16 agosto 1804) è stato un arcivescovo cattolico italiano.

## Biografia
Nacque a Venezia dalla famiglia patrizia dei Sagredo, che aveva dato alla Repubblica un doge.
Sposato con Maria Maddalena Trevisan, alla sua morte decise di dedicarsi alla vita ecclesiastica, e il 14 dicembre 1777 fu ordinato sacerdote.
Fu nominato arcivescovo di Udine il 10 marzo 1788.
Il 18 giugno 1792 fu trasferito alla sede episcopale di Torcello, mantenendo, a titolo personale, la dignità arcivescovile. Fu l'ultimo titolare della diocesi torcellana, la quale, dopo la morte del Sagredo, rimase vacante per circa quattordici anni, fino a quando, il 1º maggio 1818, venne definitivamente soppressa da papa Pio VII.
Morì a Venezia il 16 agosto 1804, all'età di 75 anni.

## Genealogia episcopale
La genealogia episcopale è:
- Cardinale Scipione Rebiba
- Cardinale Giulio Antonio Santori
- Cardinale Girolamo Bernerio, O.P.
- Arcivescovo Galeazzo Sanvitale
- Cardinale Ludovico Ludovisi
- Cardinale Luigi Caetani
- Cardinale Ulderico Carpegna
- Cardinale Paluzzo Paluzzi Altieri degli Albertoni
- Papa Benedetto XIII
- Papa Benedetto XIV
- Papa Clemente XIII
- Cardinale Giovanni Francesco Albani
- Cardinale Carlo Rezzonico
- Patriarca Federico Maria Giovanelli
- Arcivescovo Nicolò Angelo Sagredo